# 韦斯特堡
韦斯特堡（德語：Westerburg，發音：[ˈvɛstɐˌbʊʁk] ⓘ）是德国莱茵兰-普法尔茨州韦斯特林山县的城市，曾是上韦斯特林山县的县治，面积18.48平方千米，2023年12月31日人口为5,868人。